# Дом Дворянского собрания (Новочеркасск)
Дом Дворянского собрания — здание в Новочеркасске.

## История
Донской атаман Матвей Иванович Платов начал строить в Новочеркасске на участке, который находился на углу современных Платовского проспекта и площади Ермака, один из домов для своей семьи. Завершить строительство ему не удалось из-за смерти. После этого наследники Платова передали этот земельный участок с уже заложенным фундаментом под строительство городской гимназии. Но правление Войска Донского распорядилось иначе — на этом месте в 1836 году построили деревянный дом для собрания дворян.

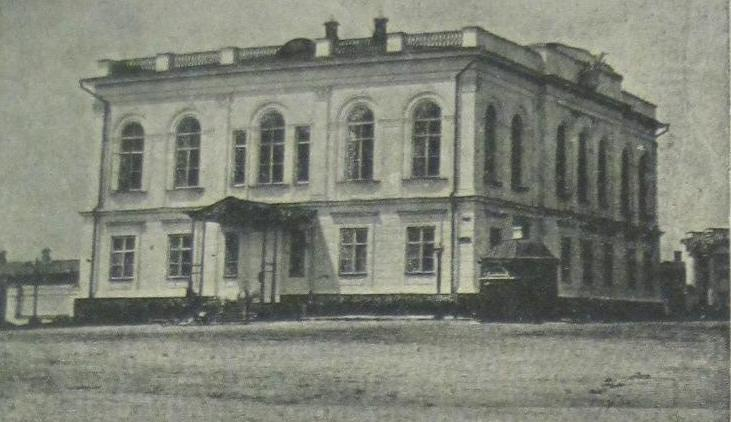
Одна из фотографий здания

В 1841 году в Новочеркасске было учреждено Дворянское собрание (общество) и для него рядом с платовским участком в 1850 году было построено новое здание — Дворянское собрание, ставшее культурным центром Новочеркасска. Здесь проводились музыкальные и танцевальные вечера, благотворительные концерты и другие мероприятия. Позже в этом доме открыли библиотеку.

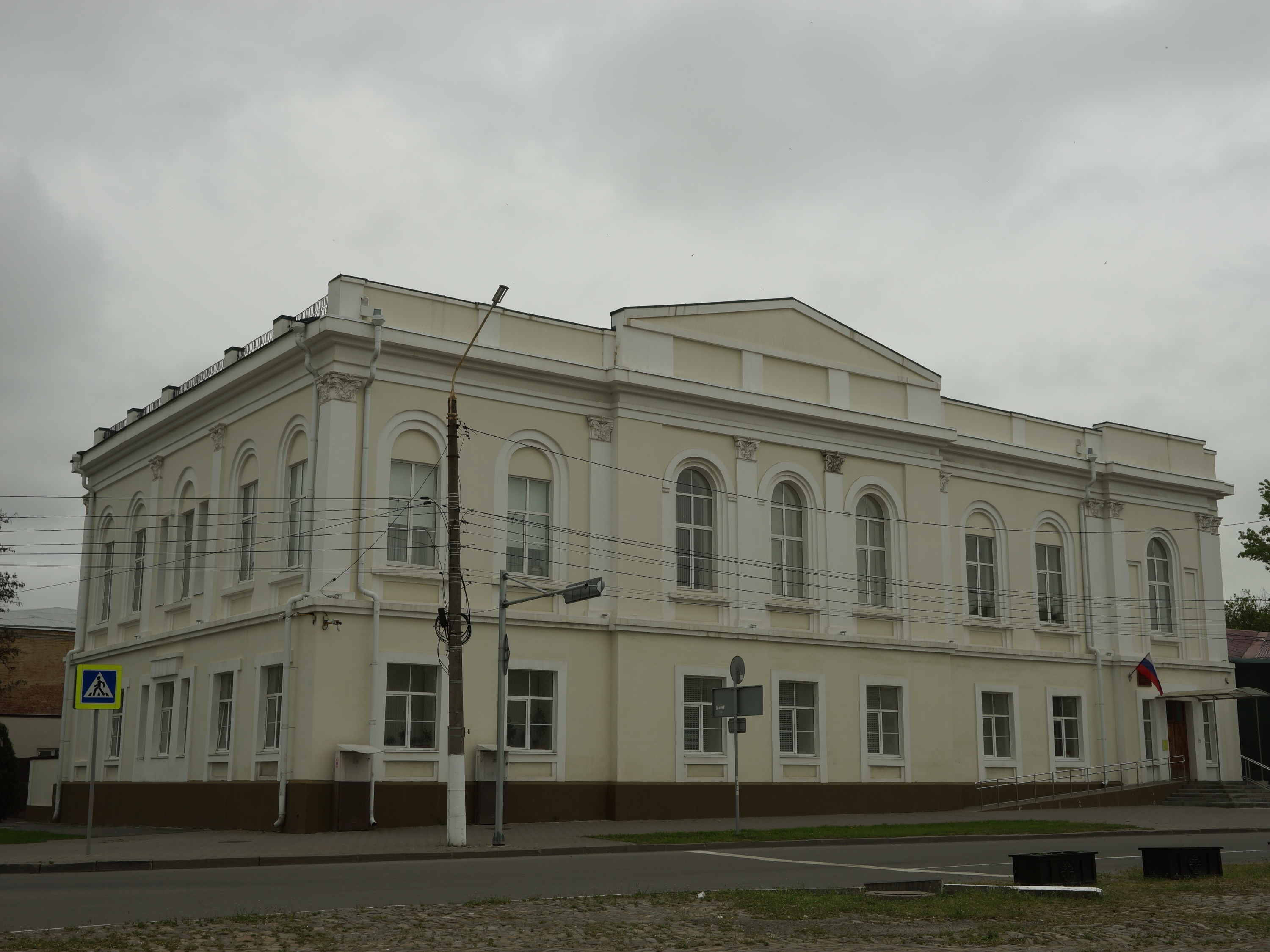
Современный вид здания (2023)

Старое же здание дома для дворян в 1857 году передали созданному в Новочеркасске театру, о чём говорилось в очерке учителя гимназии А. Филонова — «Год в Новочеркасском театре», опубликованном в его сборнике «Очерки Дона»:

«Театр устроен в деревянном доме, принадлежащем дворянству, помещается во дворе Дворянского собрания и не выходит ни на одну улицу. Помещение довольно неудобное.»

В конце XIX века деревянный дом театра был разобран. А кирпичное здание Дворянского собрания, которому уже более 160 лет, сохранилось до наших дней. В 1990 году оно сильно пострадало от пожара.
Интересно, что до Октябрьской революции Новочеркасск насчитывал около 60 тыс. жителей, среди которых более 25 тыс. человек составляло казачество с семьями, а дворян в Донской столице проживало около 3 тыс. человек.